# Marius Chalve
 Marius Chalve est un prêtre catholique de l'archidiocèse d'Aix-en-Provence et Arles, nommé Juste parmi les nations en Israël en 1967 pour avoir aidé des Juifs durant la Shoah.

## Biographie
Marius Chalve est né, dans une famille catholique, en 1881 à Istres, de Jean-Baptiste Chalve et Marie Pierrette Serre. Il reçoit la première communion le 3 mai 1893[réf. nécessaire].
Il est ordonné prêtre le 29 juin 1904 et devient professeur de théologie au grand séminaire d'Aix-en-Provence entre 1905 et 1908.
Il cofonde l'Institut agricole de Fontlongue, à Miramas, avec Guillaume Mazel et François Audran le 25 août 1908 ; la même année il devient prêtre de Miramas.
En 1909, il devient le président fondateur de la Coopérative d'habitation à bon marché et des Jardins ouvriers à Miramas.
Il est l'administrateur et le secrétaire de la coopérative jusqu'en 1950.
Il prend part à la Grande Guerre comme brancardier et aumônier en 1914.
Après avoir été prisonnier en Bavière du 20 février 1915 au 1er octobre 1916, il rentre en Provence où il fonde l'orphelinat et l'école Fontlongue à Miramas. Cependant, il est rappelé à la guerre en Thessalonique jusqu'en 1918.
Le 8 décembre 1923, jour de la fête de l'Immaculée Conception, il fonde, avec l'approbation de Mgr Maurice Rivière, la Confrérie Notre-Dame-de-la-Grâce en l'église Saint-Louis de Miramas.
Durant l'entre-deux-guerres, il fonde et devient le supérieur du séminaire des vocations tardives de Font Longue jusqu'en 1947.
Résistant de la Seconde Guerre mondiale, il participe à l'assistance des réfugiés, protège et aide des familles juives en les cachant à l'école Fontlongue parmi lesquels Israël Salzer. Il sauve des résistants et d'autres prisonniers des camps de Miramas et des Milles, ceci lui vaudra la reconnaissance du titre de "Juste parmi les nations",.
À la Libération, il est déclaré pacificateur de Miramas et de Saint-Chamas évitant ainsi les épurations sans procès.
Il fait partie des prêtres travaillant pour le concile Vatican II. Son travail apostolique est reconnu par l'Église qui lui donne le titre de Prélat de Sa Sainteté en 1948.
Il meurt le 18 janvier 1970 en Aix-en-Provence. Enterré au cimetière Saint-Sulpice d'Istres, il sera exhumé et son corps repose désormais en l'église Saint-Louis de Miramas.

## Distinctions
- 1967 - Juste parmi les nations[4]
- 1962 - Chevalier de l'ordre national de la Légion d'honneur[1]